# Hans Hirsekorn

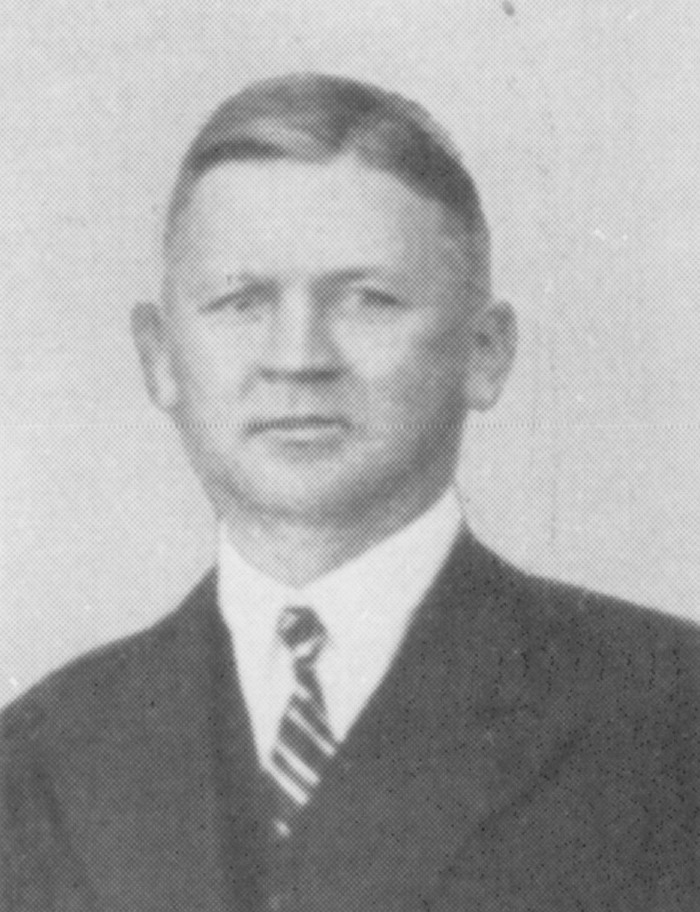
Hans Hirsekorn, um 1930

Hans Bruno Karl Hirsekorn (* 17. März 1887 in Nipnow, Hinterpommern; † 5. Mai 1960 in Kapstadt, Südafrika) war ein deutscher Rechtsanwalt, Notar und  Politiker.

## Leben
Hirsekorns Eltern waren der Rittergutsbesitzer Ernst Hirsekorn und seine Frau Marie geb. Freiin von Lynker. Hans Hirsekorn studierte an der Eberhard-Karls-Universität Tübingen Rechtswissenschaft und wurde 1908 Mitglied des Corps Suevia Tübingen. 1913 wurde er zum Dr. iur. promoviert. Im selben Jahr wurde seinem Antrag stattgegeben, dem Bezirksgericht Windhoek in Deutsch-Südwestafrika zugeordnet zu werden. Er kaufte eine Farm und ließ sich in Lüderitz als Rechtsanwalt nieder. Im Ersten Weltkrieg in Südwestafrika kämpfte er in der Schutztruppe für Deutsch-Südwestafrika gegen die Truppen der Südafrikanischen Union.
Nach den beendeten Kriegshandlungen in Südwestafrika als Farmer enteignet, eröffnete er 1935 ein Hauptstadtbüro in Windhoek. Er gehörte zu den Gründern des Deutschen Südwest Bundes 1937, war Mitglied der gesetzgebenden Versammlung (South West Africa Legislative Assembly) und einer der politisch aktiven Repräsentanten der deutschen Minderheit.
Obwohl er nie Mitglied der NSDAP war, wurde er am 18. September 1939 als einer der ersten Deutschen interniert und in Windhoek (in der ehemaligen Funkstation) festgesetzt. Dort war er erster Lagerführer. 1940 wurde er in das südafrikanische Internierungslager Andalusia verbracht. Dort wurde er von Adolf Gutknecht abgelöst. Im Juli 1946 erfolgte nach sieben Jahren seine Freilassung. Er gab die Kanzlei und die Farm auf und übersiedelte nach Kapstadt.
Kurz nach seinem 73. Geburtstag verstarb er in seinem Haus im Kapstadter Stadtteil Claremont. Der südafrikanische Senator Karl Frey hielt die Grabrede. Hirsekorn hinterließ seine Frau und zwei Kinder.

## Werke
- Betrachtungen über das völkerrechtliche Mandat und die Verwaltung von Südwestafrika als Mandatsland der Südafrikanischen Union. Vortrag, Lüderitzbucht 23. März 1928.
- Zur Naturalisationsfrage, 1930. GoogleBooks